# Ескадрені міноносці Type 45
Есмінці типу 45 (англ. Type 45 destroyer) — тип есмінців з керованим ракетним озброєнням побудованих для Королівського Військово-морського Флоту. Також відомі під назвою есмінці класу D, або Daring. Основне призначення  — протиповітряна і протиракетна оборона корабельних з'єднань. Есмінці будувалися на підприємствах британської компанії BAE Systems. Перший корабель HMS Daring був спущений на воду 1 лютого 2006 року і вступив у стрій 23 липня 2009-го. Всього у період з 2003 по 2013 роки було побудовано шість есмінців.
Кораблі розроблялися для заміни есмінців Тип 42 і за даними британського Національного Аудиторського Управління, один корабель класу Daring може відслідковувати і знищувати більше цілей, ніж п'ять есмінців типу 42, що діють разом. Есмінці типу D, вважаються британським флотом найкращими кораблями протиповітряної оборони у світі.

## Історія створення

### Розробка
Британський флот на початок 1980-х років мав тільки чотири спеціалізовані кораблі протиповітряної оборони — три есмінці класу «Каунті» і один типу 82, але останній використовувався, в основному, як корабель для випробування нових технологій та озброєння. Утім Фолклендська війна показала вразливість британських кораблів перед атаками авіації, а особливо із застосуванням протикорабельних ракет. Аргентинці, які мали досить посередні військово-повітряні сили та палубну авіацію, змогли потопити 7 британських кораблів і суден. Після війни королівські військово-морські сили вирішили прийняти на озброєння спеціалізований есмінець, який би зміг ефективно забезпечити протиповітряну та протиракетну оборону корабельних з'єднань. Першим кроком у цьому напрямку стала участь у програмі NFR-90, яка передбачала створення фрегата для восьми країн НАТО, включаючи Сполучене Королівство. Розробка корабля почалася у 1985 році, але через серйозні розбіжності у вимогах до нього, роботи йшли досить повільно. В 1989-у британці взагалі покинули проект і почали розглядати інші, більш прийнятні варіанти.
У 1992 році Британія, Франція та Італія почали розробку нового фрегата (за комплексом характеристик відповідав есмінцю) класу «Горизонт». Утім і тут відразу виникли розбіжності між країнами-учасницями. Британія та Франція хотіли мати корабель з потужною протиповітряною обороною, але Італія, флот якої мав діяти в Середземному морі під прикриттям власної авіації, не мала такої необхідності. Згодом сторони знайшли компроміс: французькі та італійські кораблі мали отримати РЛС EMPAR, а британські — більш потужні SAMPSON.
Хоча питання з радарами було залагоджено, але на початку 1997 року виникла проблема вибору пускових установок для зенітних ракет. Британія хотіла встановити на кораблі Mk 41, а Франція та Італія — Sylver. Британці розглядали можливість озброєння есмінців крилатими ракетами «Томагавк», тому їм була потрібна універсальна пускова установка, як Mk 41. Згодом команда розробників системи протиповітряної оборони PAAMS обрала пускові установки Sylver і питання вирішилося саме по собі. Утім чим ближче сторони підходили до закладення першого корабля, тим більше виникало суперечок про кінцевий дизайн есмінця та вибір підрядників. Британія планувала отримати великий есмінець, який би міг прикривати значні території в Атлантиці, тоді як французам був потрібен корабель для захисту авіаносної групи у Світовому океані, а італійцям — есмінець для дій, переважно, в Середземному морі. Також країни не могли визначитися з основними підрядниками. Хоча усі були згодні на те, що генеральним підрядником у будівництві кораблів буде виступати британська компанія Marconi, але Франція хотіла бачити основним постачальником озброєння компанію DCNS, а Британія — British Aerospace. Ці протиріччя призвели до того, що 26 квітня 1999 року Британія покинула проект і вирішила будувати кораблі власними силами.

### Будівництво
Британський уряд 23 жовтня 1999 року вибрав генеральним підрядником Marconi Electronic Systems. Через тиждень вона злилася з British Aerospace у нову компанію BAE Systems, якій і перейшов статус генерального підрядника.

## Конструкція

### Загальні характеристики
Есмінці класу «Дерінг» мають повну водотоннажність приблизно 7350 т та загальну довжину 152,4 м і є найбільшими ескортними кораблями Королівського флоту з часів крейсерів класу «Тайгер». Основним фактором, що визначив великі розміри, стало встановлення зенітного комплексу PAAMS. Радар Sampson з його складу повинен розміщуватися як можна вище, щоб збільшити радіолокаційний горизонт, а це потребує великого корпусу для забезпечення стабільності. Крім того вертикальна пускова установка Sylver для зенітних ракет Aster потребує значного об'єму та глибини для розміщення. Зіграло свою роль й використання інтегрованої електричної силової установки (integrated electrical propulsion - IEP) та необхідність поступового встановлення обладнання й модернізацій без капітального ремонту. 
На зовнішній вигляд значною мірою вплинув проект Horizon. Велику увагу приділено зменшенню радіолокаційної помітності завдяки ретельному проектуванню надбудови з ціллю приховати якомога більше зовнішнього обладнання. Тому Type 45 має схожість з французькими стелс-фрегатами класу La Fayette. Загальне розтушування, однак, більше нагадує попередні британські кораблі. Подібно до фрегатів Type 23 перед містком розташоване основне озброєння - гармата середнього калібру, пускові для зенітних ракет «Aster» та протикорабельних «Harpoon». Особистістю проекту є використання трьох щогл. На вершині пірамідальної фок-щогли розташований радар SAMPSON у сферичному обтічнику. На середній, грот-щоглі, розташовані антени інтегрованої системи зв’язку корабля. У кормовій частини надбудови розташована решітка антени пошукового радара S1850M.
Зсередини корпус має просторі відсіки та проходи, значно більші ніж на попередніх кораблях Королівського флоту. Крім того завдяки великому рівню автоматизації значно скорочений екіпаж - до 190 особин, порівняно з 287 на значно менших есмінцях Type 42. Це дозволило розмістити екіпаж у просторих умовах, що вважаються найкращими на флоті. 90 кают біли виготовлені окремими модулями фірмою Vinci Services та в готовому вигляді встановлені на верфі. Офіцери зазвичай розміщуються у одномісних каютах,   старшини ті мічмани у одно- та двомісних каютах, а матроси у каютах не більш ніж з шістьма спальними місцями. Додаткові каюти призначенні для розміщення та перевезення спеціальних команд. Зокрема у тісних умовах можуть бути розміщені до шістдесяти Королівських морських піхотинців. Усі ранги мають окремі місця для відпочинку.

### Енергетична установка

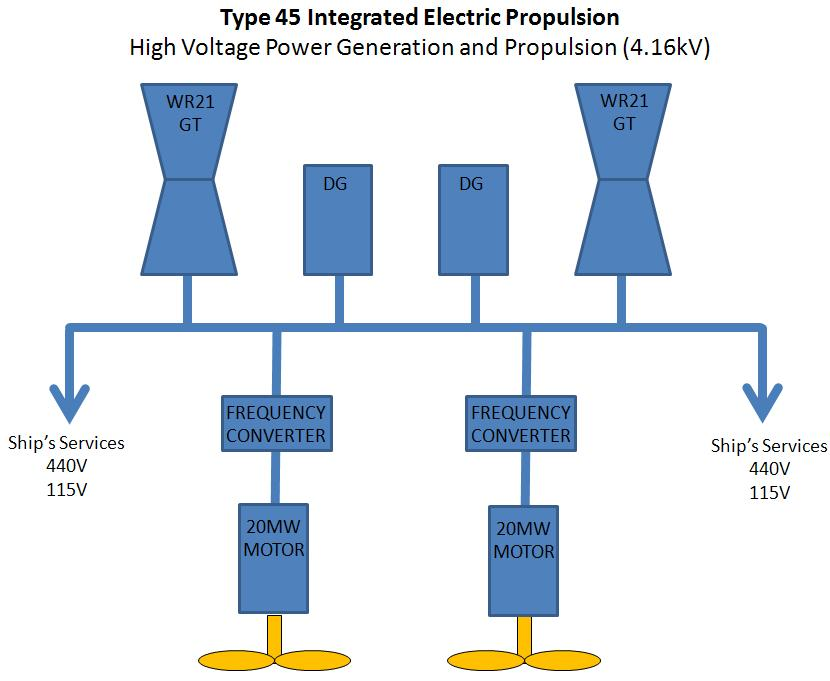
Схема енергетичної установки есмінців Type 45

Однією з інновацій Type 45 стало використання інтегрованої електричної силової установки, в якій газові турбіни та дизелі використовуються для генерації електроенергії, яка крім бортових систем живить електродвигуни, що приводять в дію гребні вали. Раніше така система викорисnовувалася тільки на цивільних суднах і Type 45 стали першим великим бойовим кораблем, що отримав подібну установку.
Для генерації електроенергії на есмінцях використовуються дві газові турбіни Rolls-Royce WR-21 із проміжним охолодженням (англ. intercooled recuperated (ICR) gas turbines) потужністю 25 МВт, з потужністю 21,5 МВт н виході, та два дизельні генератори Wärtsilä 12V200 потужністю 2 МВт. Вони живлять два високовольтних комутаційних щита, які через високовольтні трансформатори розподіляють енергію до систем корабля, та через два перетворювачі електричної енергії на два асинхронних двигуни Converteam потужністю 20 МВт, що приводять у дію два гребних вали. 
Силова установка забезпечує дальність плавання у 7000 миль. Проектна швидкість есмінців 28 вузлів, хоча під час перших ходових випробувань було досягнуто значно більше 30 вузлів. Розроблена Converteam система електроживлення контролює загальну мережу та інтегрована із зальною системою управління корабля, розробленою Northrop Grumman Marine Systems та Rockwell Automation. На додаток до звичної диспетчерської у машинному відсіку, доступ до останньої системи може здійснюватися через корабельну мережу з будь якої точки підключення, які розміщені по всьому кораблю. Це полегшує спостереження та здійснення контролю за пошкодженнями у бойовій обстановці.

## Досвід використання
В липні 2021 року була укладена угода з MBDA UK терміном на 11 років на інтеграцію ракетних систем англ. Common Anti-Air Modular Missile (CAMM, англ. Sea Ceptor), також угода терміном 10 років з Eurosam на оновлення систем Aster 30.
Таким чином, наявні 48 вертикальних пускових установок будуть використані замість комбінації Aster 15 та Aster 30 лише для ракет Aster 30, а перед ними буде встановлено додатків 24 вертикальних пускових установок для Sea Ceptor.
Це збільшить кількість пускових для протиповітряних ракет на 50 % — до 72 одиниць, а разом з модернізацією системи управління вогнем англ. Sea Viper C2 істотно посилить бойовий потенціал кораблів.
Очікується, що модернізація першого корабля буде завершена влітку 2026 року.

## Перелік кораблів проєкту
| Назва               | Початок будівництва | Спуск на воду     | Передача флоту  | Поточний статус |
| ------------------- | ------------------- | ----------------- | --------------- | --------------- |
| HMS Daring (D32)    | 28 березня 2003     | 1 лютого 2006     | 23 липня 2009   | у складі ВМС    |
| HMS Dauntless (D33) | 26 серпня 2004      | 23 січня 2007     | 3 червня 2010   | у складі ВМС    |
| HMS Diamond (D34)   | 25 лютого 2005      | 27 листопада 2007 | 10 травня 2011  | у складі ВМС    |
| HMS Dragon (D35)    | 19 грудня 2005      | 17 листопада 2008 | 20 квітня 2012  | у складі ВМС    |
| HMS Defender (D36)  | 31 липня 2006       | 21 жовтня 2009    | 21 березня 2013 | у складі ВМС    |
| HMS Duncan (D37)    | 26 січня 2007       | 11 жовтня 2010    | 26 вересня 2013 | у складі ВМС    |